# Costruiamo palazzi
Costruiamo palazzi è il quarto disco dei Kalamu, uscito per la cpsr produzioni nel maggio del 2010, in cui si percepisce un cambiamento di stile che fonde il folk con suoni punk rock, cambiamento consacrato dalla canzone L'acqua fa male.
Ciaula, brano che prende ispirazione dalla novella di Pirandello Ciàula scopre la Luna e si intreccia con la vicenda di Iqbal Masih bambino simbolo dei diritti internazionali dell'infanzia; Non tengo denaro, una fotografia del periodo storico (in cui è stato realizzato il brano), dove e difficile avere una stabilità economica, la canzone omonima Costruiamo palazzi, denuncia la società perbenista e corrotta, mentre Tutti giù per terra rievoca un pezzo di storia italiana da non dimenticare, gli anni bui del terrorismo; Sangue avvelenato canzone ispirata dal disagio quotidiano che si vive al sud, dalla disoccupazione alla mala sanità passando per il mal governo politico.

## Tracce
1. Ciaula – 3:04
2. Non tengo denaro – 4:32
3. L'acqua fa male – 4:45
4. L'ellera – 3:07
5. Costruiamo palazzi – 3:15
6. Tutti giù per terra – 3:54
7. Il sogno s'avvira – 3:18
8. L'aria della festa – 3:43
9. Sangue avvelenato – 3:36
10. dove andare – 2:56
11. Na ballata – 3:42
12. Il temporale – 3:48

## Formazione
- Irene Cantisani - voce e flauto
- Paolo Farace - voce, chitarra acustica, chitarra battente e armonica
- Francesco Errico - cori e basso
- Armando Frangella - violino, fisarmonica, sintetizzatore, pianoforte e tastiere
- Luigi Sgamba - chitarra elettrica, tromba, effetti e campionamenti
- Andrea Leopardi - batteria e coro in Ciaula

### Altri musicisti
- Vincenzo Borrello - ottavino in Tutti giù per terra e flauto in L'acqua fa male